# 4 Way Street
4 Way Street ist das zweite Album von Crosby, Stills, Nash & Young (beziehungsweise das dritte von Crosby, Stills & Nash, wenn man ihr Debütalbum ohne Young mitzählt) und ihr erstes Live-Album. Die Live-Aufnahmen entstanden bei Auftritten im Fillmore East in New York City (2.–7. Juni 1970), dem Forum in Inglewood bei Los Angeles (26.–28. Juni 1970) und dem Auditorium in Chicago (5. Juli 1970). 4 Way Street wurde als Doppelalbum veröffentlicht und erreichte Platz 1 der US-LP-Charts.
Die 1992 veröffentlichte CD-Version enthält vier Bonustitel (je einen von David Crosby, Stephen Stills, Graham Nash und Neil Young), die alle nicht dem CSN(Y)-Repertoire, sondern vorhergehenden Band- und Solo-Aktivitäten der Künstler entstammen, jedoch während der CSNY-Konzerte 1970 gespielt wurden.

## Titelliste

### LP-Version (1971)

#### LP Seite 1
1. Suite: Judy Blue Eyes (coda) (Stills) – 0:33
2. On the Way Home (Young) – 3:19
3. Teach Your Children (Nash) – 2:46
4. Triad (Crosby) – 5:07
5. The Lee Shore (Crosby) – 4:14
6. Chicago (Nash) – 3:03

#### LP Seite 2
1. Right Between the Eyes (Nash) – 2:19
2. Cowgirl in the Sand (Young) – 3:50
3. Don’t Let It Bring You Down (Young) – 2:35
4. 49 Bye-Byes/America’s Children (Stills) – 5:30
5. Love the One You’re With (Stills) – 2:57

#### LP Seite 3
1. Pre-Road Downs (Nash) – 2:48
2. Long Time Gone (Crosby) – 5:33
3. Southern Man (Young) – 13:15

#### LP Seite 4
1. Ohio (Young) – 3:24
2. Carry On (Stills) – 13:06
3. Find the Cost of Freedom (Stills) – 2:16

### CD-Version (1992)

#### Disk 1
1. Suite: Judy Blue Eyes (coda) (Stills) – 0:33
2. On the Way Home (Young) – 3:48
3. Teach Your Children (Nash) – 3:02
4. Triad (Crosby) – 6:55
5. The Lee Shore (Crosby) – 4:29
6. Chicago (Nash) – 3:11
7. Right Between the Eyes (Nash) – 3:37
8. Cowgirl in the Sand (Young) – 3:59
9. Don’t Let It Bring You Down (Young) – 3:31
10. 49 Bye-Byes/America’s Children (Stills) – 6:35
11. Love the One You’re With (Stills) – 3:19
12. King Midas in Reverse (Allan Clarke, Tony Hicks, Graham Nash) – 3:43
13. Laughing (Crosby) – 3:36
14. Black Queen (Stills) – 6:45
15. Medley: The Loner/Cinnamon Girl/Down by the River (Young) – 9:41

#### Disk 2
1. Pre-Road Downs (Nash) – 3:04
2. Long Time Gone (Crosby) – 5:58
3. Southern Man (Young) – 13:45
4. Ohio (Young) – 3:34
5. Carry On (Stills) – 14:19
6. Find the Cost of Freedom (Stills) – 2:21

## Kommerzieller Erfolg

### Chartplatzierungen
| ChartsChartplatzierungen       | Höchstplatzierung | Wochen |
| ------------------------------ | ----------------- | ------ |
| Vereinigte Staaten (Billboard) | 1 (42 Wo.)        | 42     |
| Vereinigtes Königreich (OCC)   | 5 (12 Wo.)        | 12     |

### Auszeichnungen für Musikverkäufe
| Land/Region               | Auszeichnungen für Musikverkäufe (Land/Region, Auszeichnung, Verkäufe) | Verkäufe  |
| ------------------------- | ---------------------------------------------------------------------- | --------- |
| Deutschland (BVMI)        | Gold                                                                   | 250.000   |
| Frankreich (SNEP)         | Gold                                                                   | 100.000   |
| Vereinigte Staaten (RIAA) | 4× Platin                                                              | 4.000.000 |
| Insgesamt                 | 2× Gold · 4× Platin ·                                                  | 4.350.000 |